# 布多-利特基
50°58′31″N 28°20′5″E / 50.97528°N 28.33472°E
布多-利特基（烏克蘭語：Будо-Літки），是烏克蘭北部的村莊，隸屬日托米爾州的科羅斯滕區。該村始建於1665年，面積0.95平方公里，海拔高度201米，2001年人口218。